# El Carrascal
El Carrascal este o arie protejată (arie specială de conservare — SAC, sit de importanță comunitară — SCI) din Spania întinsă pe o suprafață de 5.420,42 ha, integral pe uscat.

## Localizare
Centrul sitului El Carrascal este situat la coordonatele 41°35′22″N 4°21′11″W / 41.5895°N 4.3531°V.

## Înființare
Situl El Carrascal a fost declarat sit de importanță comunitară în februarie 2004 pentru a proteja 3 specii de animale. Situl a fost protejat și ca arie specială de conservare în septembrie 2015.

## Biodiversitate
Situată în ecoregiunea mediteraneană, aria protejată conține 6 habitate naturale: Păduri de pin mediteraneene cu pini mezogeni endemici, Păduri de Quercus ilex și Quercus rotundifolia, Vegetație gipsofilă iberică (Gypsophiletalia), Pseudostepă cu ierburi și specii anuale de Thero-Brachypodietea, Păduri endemice cu Juniperus spp., Tufărișuri halo-nitrofile (Pegano-Salsoletea).
La baza desemnării sitului se află mai multe specii protejate de  mamifere (3): lupul (Canis lupus), liliac comun (Myotis myotis), liliacul mic cu potcoavă (Rhinolophus hipposideros).
Pe lângă speciile protejate, pe teritoriul sitului au mai fost identificate 1 specie de plante, 4 specii de amfibieni, 7 specii de mamifere.